# Scarab (motorfietsen)
Onder de merknaam Scarab werd een aantal motorfietsen van het merk Ancilotti in sommige landen (onder andere de Verenigde Staten) verkocht.
Gualtiero Ancilotti, later G. Ancilotti & Filli, Sambuca, Firenze.
Bepaalde modellen van Ancilotti werden Scarab genoemd, maar deze naam is in enkele landen ook als merkaanduiding toegepast.